# Aponogeton bernierianus
Aponogeton bernierianus là một loài thực vật có hoa trong họ Aponogetonaceae. Loài này được (Decne.) Hook.f. mô tả khoa học đầu tiên năm 1883.